# NGC 685
إن جي سي 685 (بالألمانية: NGC 685) التي يرمز لها بالرمز NGC 685، هي مجرة، في كوكبة النهر.

## الاكتشاف
اكتشفت في 3 أكتوبر 1834، بواسطة جون هيرشل.